# Jonafree
Jonafree est le nom d'un cultivar de pommier domestique. Son nom de test est Coop22. Aussi répertoriée PRI 2016-100.
Nom botanique : Malus domestica Borkh Jonafree.

## Origine
Cultivar issu de la recherche par des universités américaines (PRI).
Planté en 1995 dans un verger de la station d'agriculture expérimentale d'Urbana en Illinois (USA).

## Parenté
Cultivar issu du croisement : PRI 855-102 (Golden Delicious résistante x Jonathan) x New Jersey 31.

## Description
Cette variété ressemble à Jonathan mais en plus résistante aux maladies avec un fruit un peu moins acide.

## Susceptibilités et résistances
- Tavelure : très résistant, immunisé contre les races communes de tavelure.
- Mildiou : modérément susceptible
- Feu bactérien : modérément susceptible

## Culture
Variété de substitution à Jonathan.